# ウタツグミ
ウタツグミ（歌鶫 学名：Turdus philomelos） は、スズメ目ツグミ科に分類される鳥類の一種。
名前の由来は、さえずりが美声であることより。

## 分布
ヨーロッパからバイカル湖近辺にかけて分布、繁殖している。北方で繁殖した個体は、冬期は西南アジア、地中海沿岸や北アフリカに渡る。
日本では迷鳥で、神奈川県横浜市での観察記録がある。

## 形態
体長約23cm。ヤドリギツグミに似ているが、やや小型である。頭からの上面は灰色みのある淡い褐色で、体の下面は白く黒斑が密にある。脇腹が黄褐色あることで、ヤドリギツグミと区別できる。雌雄同色である。

## 生態
明るい林やその周囲の地上、農耕地で見られる。昆虫やミミズ、木の実を採食する。カタツムリを捕らえた時には、石や木の株に打ち付けて殻を壊してから中身を食べる習性で知られる。

## 画像

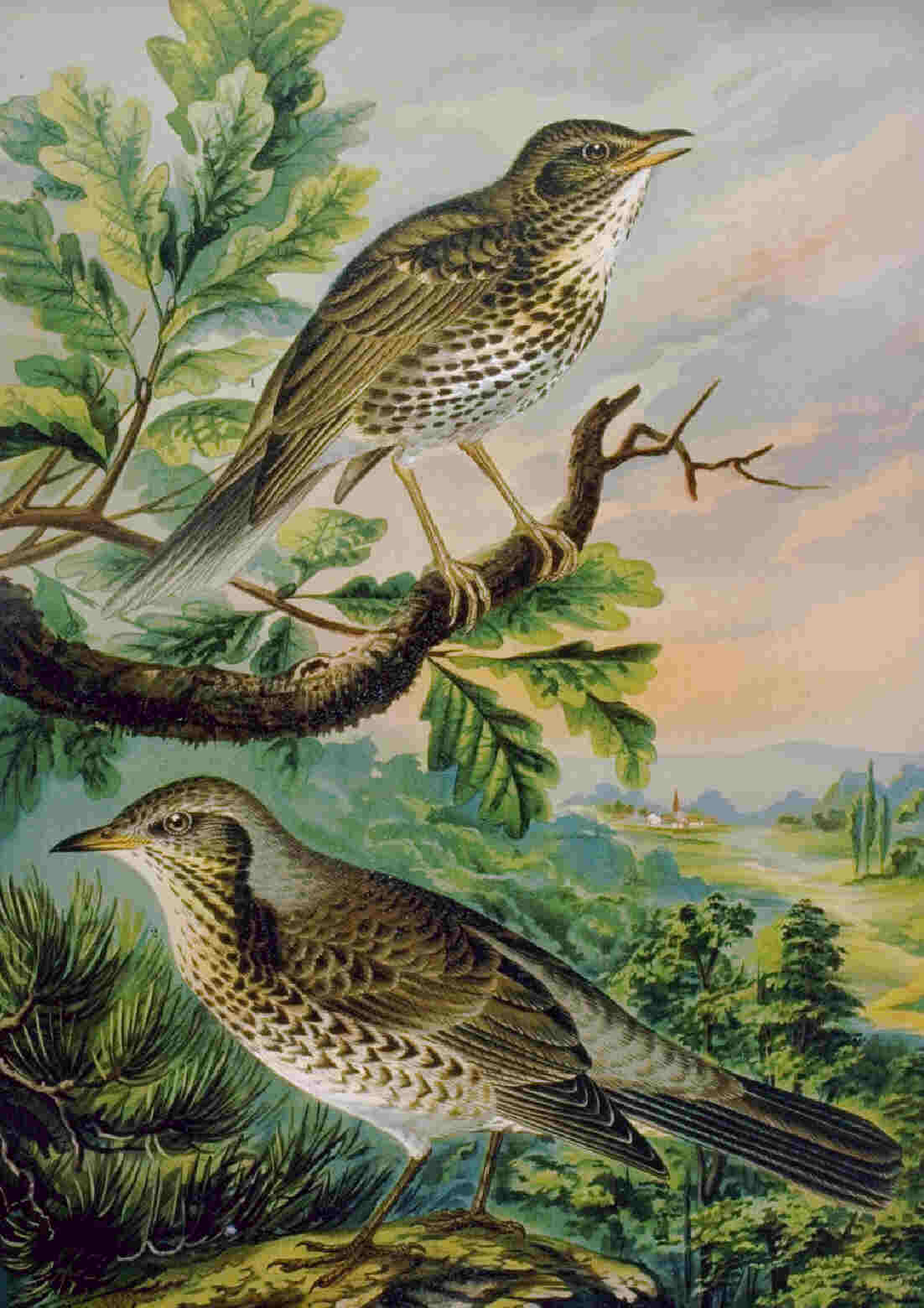
ウタツグミ
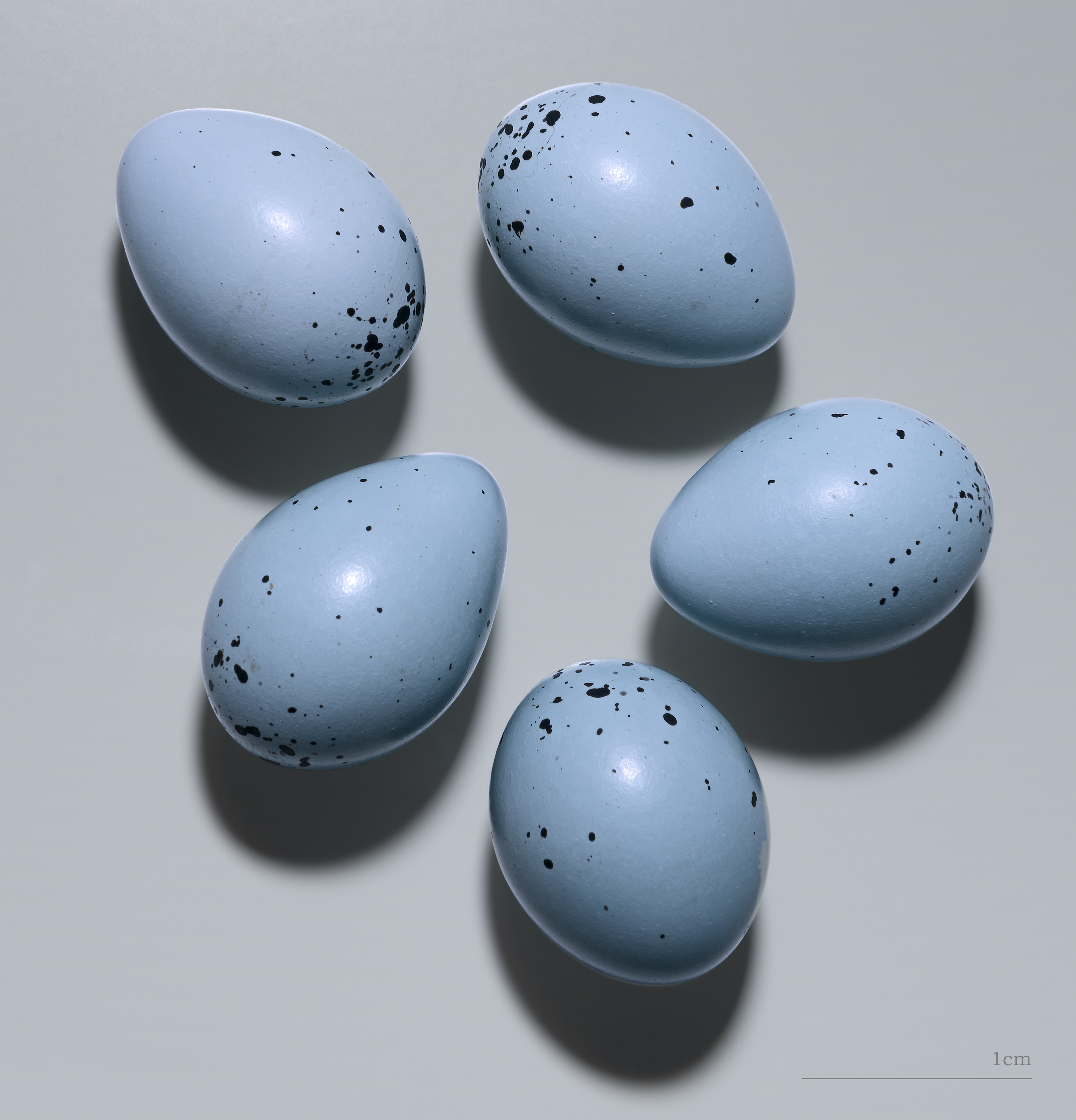
ウタツグミの卵